# Stenogrammitis hildebrandtii
Stenogrammitis hildebrandtii är en stensöteväxtart som först beskrevs av Georg Hans Emmo Wolfgang Hieronymus, och fick sitt nu gällande namn av Paulo Henrique Labiak. Stenogrammitis hildebrandtii ingår i släktet Stenogrammitis och familjen Polypodiaceae. Inga underarter finns listade.